# Diòpsid
El diòpsid (CaMgi₂O₆) és un mineral silicat monoclínic inclòs dins del subgrup dels clinopiroxens. Forma solució sòlida completa amb l'hedenbergita (FeCaSi₂O₆) i l'augita ((Ca, Na)(Mg,Fe, Al, Ti)(Si,Al)₂O₆), i solucions sòlides parcials amb la pigeonita ((Ca,Mg,Fe)(Mg,Fe)Si₂O₆).

## Característiques físiques
Normalment forma cristalls que poden presentar diverses coloracions, però normalment s'observen cristalls prismàtics monoclínics de color verd amb lluïssor mat. Presenta una exfoliació típica de piroxè, amb dues direccions d'exfoliació que es tallen entre elles tot formant angles de 90°. Presenta una duresa de 6 a l'escala de Mohs i de 7,7GPa a 0,98 N segons la duresa de Vickers. Pot ser tant transparent com opac, tot depenent del tipus i la quantitat d'impureses (principalment ferro) que entrin dins de la seva estructura.

## Context geològic i ambients de formació

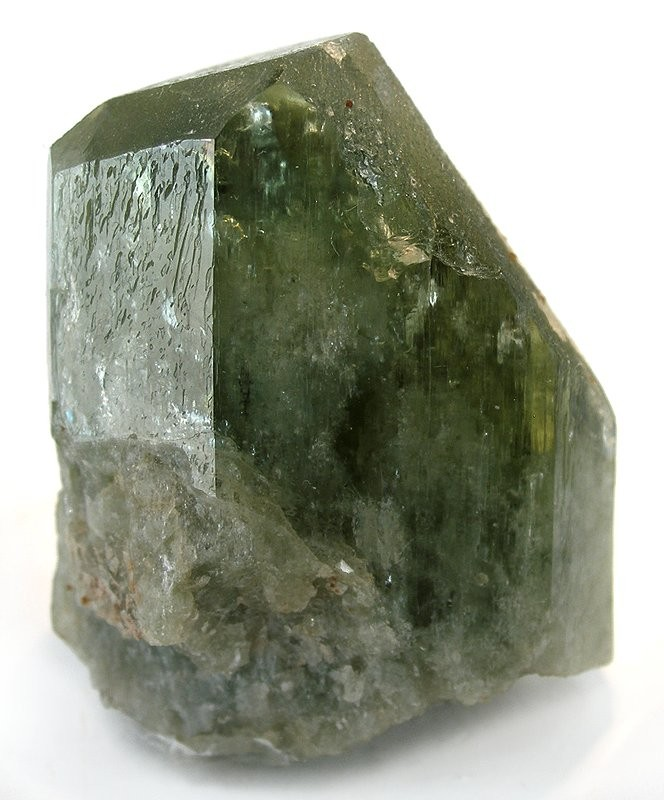
Cristall de diòpsid de De Kalb, Nova York (size: 4.3 x 3.3 x 1.9 cm)

El diòpsid es troba en roques ígnies ultramàfiques com ara algunes kimberlites i algunes peridotites. També es pot trobar en roques màfiques com basalts olivínics o andesites. És freqüent trobar-lo en roques metamòrfiques de metamorfisme de contacte com ara skarns (formats a partir de la metamorfització d'una dolomia). És un mineral rellevant a la Terra, sobretot al mantell peridotític (per aquest motiu és comú trobar diòpsid en xenòlits de peridotita en roques volcàniques extrusives).

## Mineralogia
El diòpsid es pot alterar a crisòtil (mineral del grup conegut com a asbests o serpentines) com a conseqüència d'una alteració hidrotermal. A relativament alta temperatura s'hi troba un tram de miscibilitat entre el diòpsid i la pigeonita i, a més baixa temperatura entre diòpsid i ortopiroxè. El diòpsid cròmic ((Ca,Na,Mg,Fe,Cr)₂(Si,Al)₂O₆) és un mineral comú en els xenòlits de peridotita, en xemeneies kimberlítiques i placers associats on s'utilitza com a mineral indicador de diamants.

## Etimologia
El nom diòpsid prové del grec (διζ - dis; en català i literalment, "dos") i (οψτζ - opsè; en català i literalment, "cara") degut a la geometria dels prismes que forma normalment.

## Història
El diòpsid va ser descobert i descrit el 1800 pel naturalista brasiler Jose Bonifacio de Andrada e Silva. Va ser anomenat l'any 1806 per Rene Just Haüy.

## El seu ús com a gemma

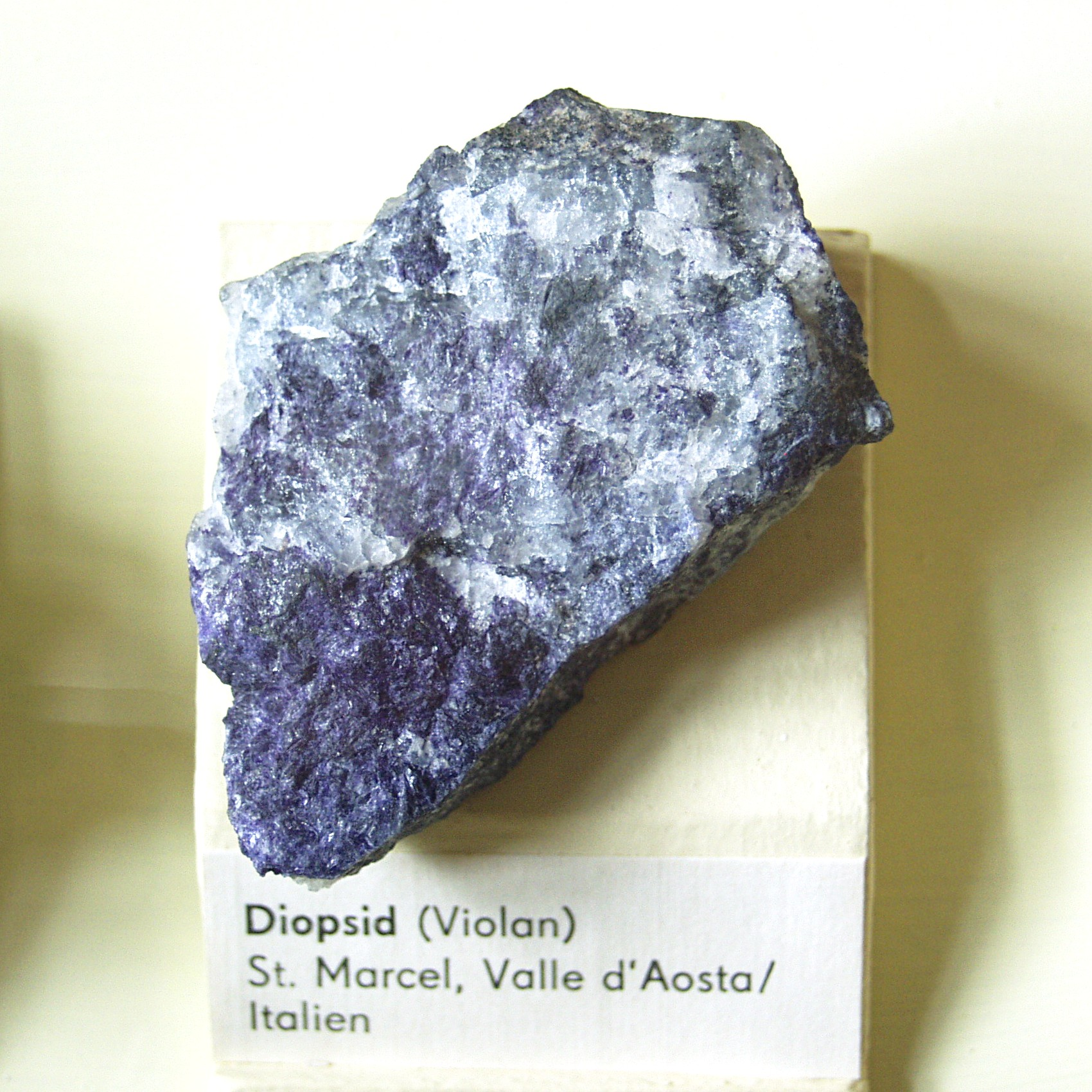
Diòpsid (Violana), St. Marcel, Vall d'Aosta, Itàlia

Algunes varietats de diòpsid són considerades com a pedres semi-precioses.
Hi ha dues maneres de trobar el diòpsid en qualitat gemma: la primera és la que es coneix com a diòpsid en estrella negra, la segona és com a diòpsid cròmic (el crom li dona un color verd característic). La seva duresa (5,5 - 6,5 en l'escala de Mohs) genera una certa facilitat a l'hora de treballar-lo. A les varietats d'un verd més intens se les coneix com a maragdes siberianes (encara que mineralògicament no tinguin cap relació amb la maragda).
La varietat de diòpsid rica en manganès és coneguda com a Violana (degut al seu color blau violaci).

## Altres usos
És utilitzat en la indústria ceràmica i també en la del vidre, també s'utilitza com a material estructural, en el camp dels biomaterials i en materials de prevenció i aïllament de residus nuclears i en cel·les d'aïllament d'hidrocarburs.

## Localització
A Catalunya s'ha descrit a les pedreres de Gualba (Montseny), al Cap de Creus (Cadaqués), a la Mina de la Roca del Turó (Molló), a les mines Solitaria i Victòria (Arres), a la Coma Fosca, a Sant Miquel i a la Roca de Ponent (Vimbodí), en platges al·luvials del Delta de l'Ebre (Sant Jaume d'Enveja), a Can Llavor (Susqueda) i a Olot (Garrotxa).

## Galeria

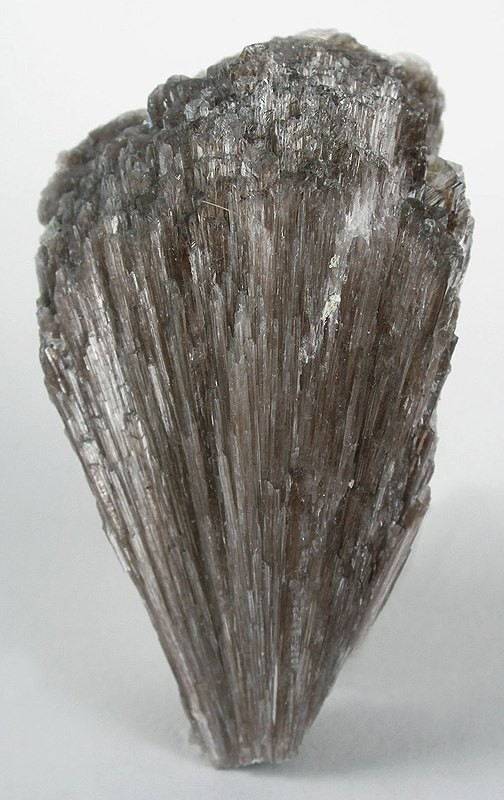
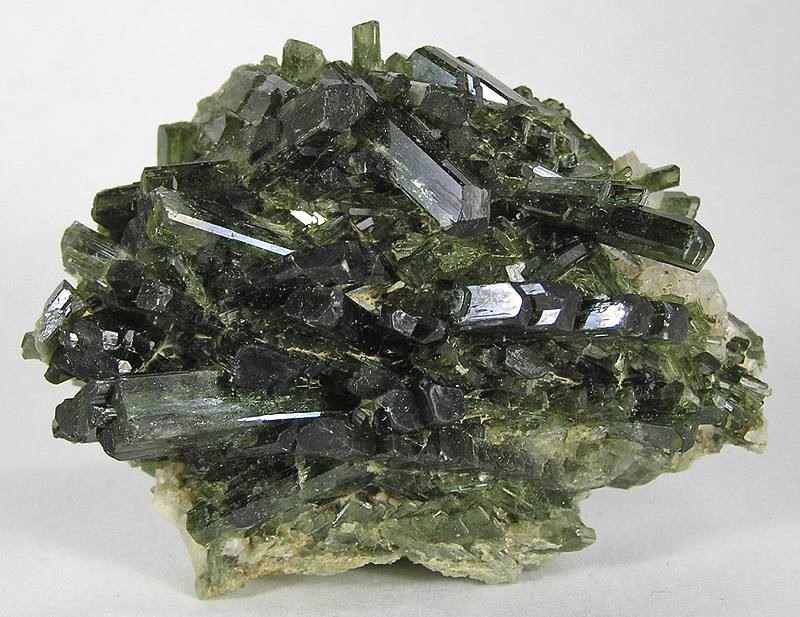
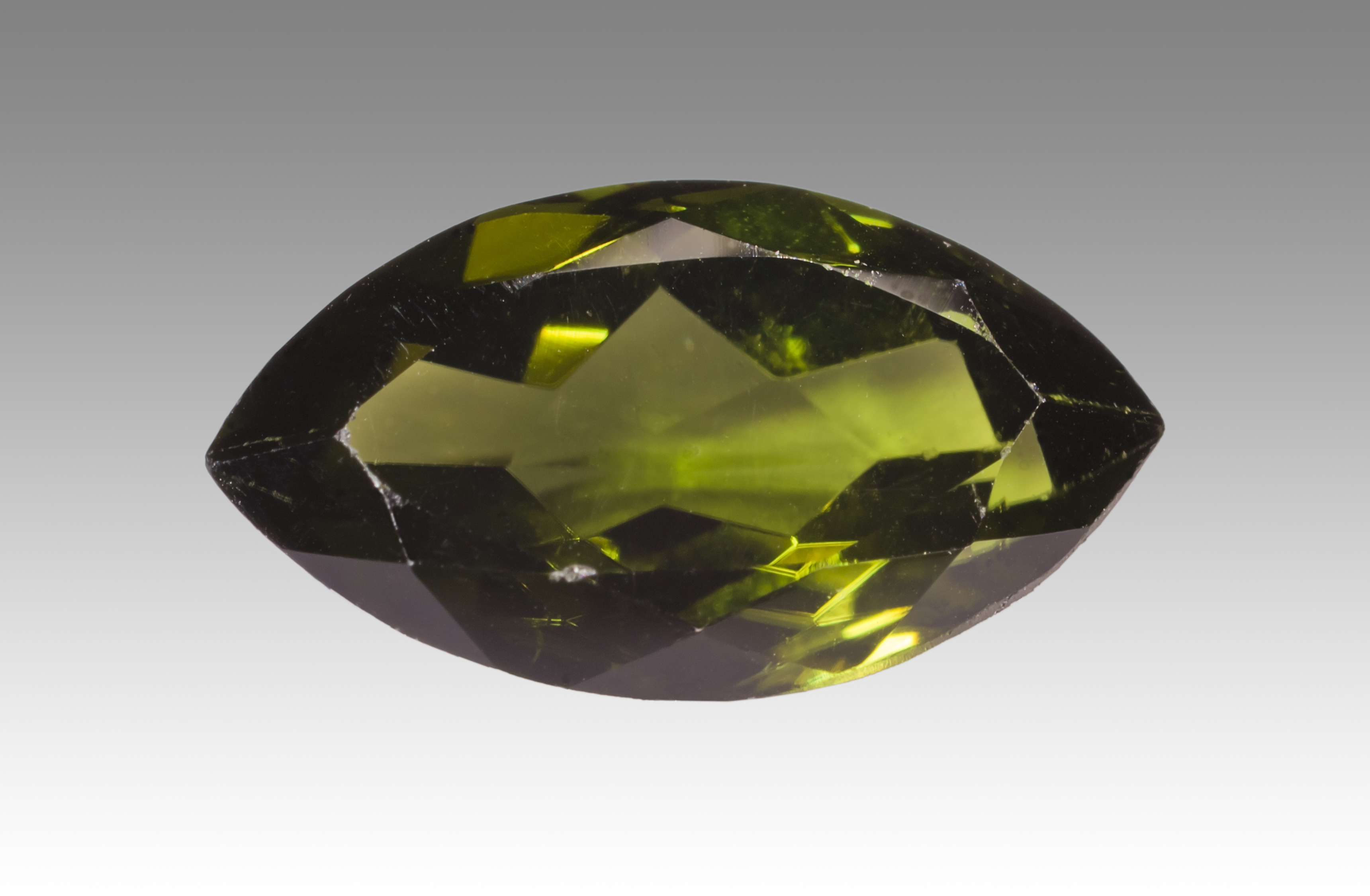